# Адам Вереш
Адам Вереш (svk. Adam Vereš; Стара Пазова, 15. новембар 1883 — Нови Сад, 2. новембар 1931) био је евангелички свештеник и први бискуп Словачке евангеличке цркве аугзбуршке вероисповести у Југославији.

## Биографија
Адам Вереш рођен је 15. новембра 1883. у Старој Пазови од оца Адама, нотара и мајке Марије, рођ. Киршнер. Са супругом Боженом Копов, учитељицом из Старе Пазове имао је петоро деце: Милана, који је завршио право, Ивана, који је био свештеник у Илоку, Владимира, свештеника и сениора Сремског сениората, Ољу и Марту, које су биле учитељице.
Основну школу похађао је у Старој Пазови и Угриновцима. Матурирао је у Земуну на осмогодишњој гимназији. Теологију је студирао у Бечу и Братислави.
Као свештеника посветио га је Густав Шолц 1. новембра 1906. Прво намештење добио је у бугарској Горњој Митрополији међу Словацима.
Године 1909. одлази у немачку црквену општину у Крчедин а 1916. у Бешку, где је дејствовао као евангелички свештеник. Од 1921. године службовао је у Илоку, где је касније изабран за сениора Сремског сениората. У тим годинама је радио и као председник Управног одбора за целу евангеличку а. в. цркву у Краљевини СХС. На синоду у Старој Пазови 1925. године изабран је за администратора бискупа а 1929. године и за самог бискупа. Чин устоличења је 18. септембра 1929. извршио бискуп западног дистрикта Евангеличке а. в. цркве у Словачкој др Душан Фајнор.
Током свог свештеничког деловања посветио се духовној бризи о верницима у црквеним општинама и цркви уопште, а придавао је значај и образовању људи. Тежио је да сваки верник не буде само добар хришћанин, већ и образован грађанин.
У црквеним општинама где је деловао трудио се да обезбеди најбоље могуће услове за образовање деце. У Илоку и Лугу основао је основне школе на словачком језику. У Новом Саду је организовао курс за учитеље, које је запошљавао у словачким школама у Војводини. Имао је значајну улогу и приликом осамостаљивања Словачке евангеличке цркве у Југославији и у њеној даљој организацији.
Од краља Александра I Карађорђевића је за своје заслуге одликован Орденом светог Саве III степена и Орденом белог орла V степена.
Издао је књигу Slovenská evanjelická krestanská cirkev augšburského vyznania v Král. Juhoslovanskom v slave a v obrazoch (Словачка евангеличка хришћанска црква а. в. у Краљевини Југославији у речи и сликама). Књига је изашла у Бачком Петровцу, а штампао ју је о сопственом трошку. У овом делу бавио се историјом црквених општина и сениората од доласка Словака на простор јужне Угарске, па све до 1930. године, са кратким биографијама свештеника.
Преминуо је 2. новембра 1931. у 48. години живота, пошто је дуго боловао од дијабетеса и туберкулозе.
Сахрањен је у Илоку.